# 仲森清
仲森 清（なかもり きよし）は、日本の経営者、化学技術者。

## 経歴
1930年東京工業大学（のちの東京科学大学）応用化学科卒業。日本窒素肥料水俣工場醋酸課長を経て、1947年の創立8ヵ月後の10月に積水産業（のちの積水化学工業）に代表取締役専務として入社。
ポリスチレン発泡体製造技術の開発育成に努め合成樹脂発泡技術の発展に寄与したとして、1975年に藍綬褒章を受章。同年度全国発明表彰日本商工会議所会頭発明賞受賞。1981年勲四等旭日小綬章受章。

## 著書
- 『スポンジ 多孔性物質』高分子化学刊行会 1955年